# Pacaya
Der Pacaya ist einer der aktivsten Vulkane der Welt. Er liegt südlich von Guatemala-Stadt, seine Eruptionen können meistens von dort beobachtet werden. Während der spanischen Kolonialzeit wurden insgesamt 23 Ausbrüche registriert. Danach ruhte die Tätigkeit ungefähr ein Jahrhundert, bis es im Jahr 1965 wieder zu einem heftigen Ausbruch kam. Seit dieser Zeit besteht eine kontinuierliche Aktivität. Die Eruptionen sind in der Regel strombolianisch mit Hunderten von täglichen Explosionen. Die strombolianischen Eruptionen werden durch Entgasung des Magma ausgelöst, sie schleudern glühende Lavabomben oft Hunderte Meter in die Luft und produzieren auch kleinere ʻAʻā-Lavaströme. Sporadisch produziert Pacaya auch mäßige plinianische Eruptionen.

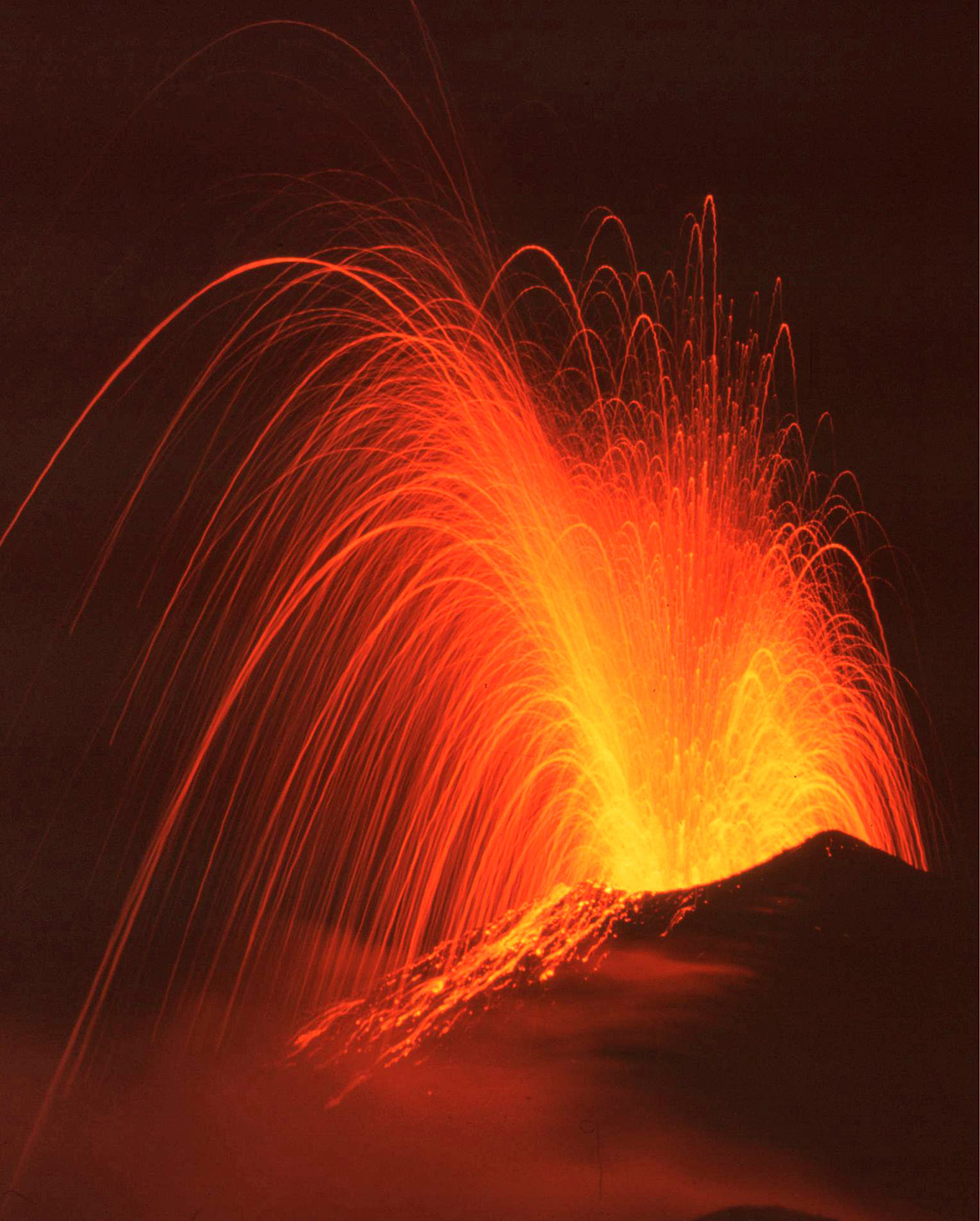
Strombolianische Eruption

Der Pacaya ist Teil einer Vulkankette, welche sich entlang der pazifischen Küste Guatemalas erstreckt und  durch Subduktion der Cocosplatte unter die Karibik-Platte geformt wurde. Er ist Teil eines basaltischen Vulkankomplexes, welcher am südlichen Rand der 15 km² großen Caldera, dem Amatitlán-See liegt. Der Komplex besteht aus einem älteren Stratovulkan, der größte Teil hat sich in den letzten 23.000 Jahren aus Domen, Tephra und dem heutigen Stratovulkan gebildet. Der derzeitige Vulkankegel verändert in Abhängigkeit von den aufbauenden bzw. zerstörenden vulkanischen Kräften ständig seine Gestalt: So ist seit 1965 aus dem alten Cerro Chico-Krater (2265 m) der McKenney Cone gewachsen, welcher mittlerweile (2010) eine Höhe von 2560 m erreicht.
Der einfachste und sicherste Weg, den Pacaya zu besteigen, ist eine Tour bei einem der Reisebüros in Antigua Guatemala zu buchen, dort werden tägliche Touren angeboten. Im Jahr 2000 wurden der Vulkan und seine Umgebung zum Nationalpark erklärt. Seitdem wurden u. a. Pfade und Schutzhütten angelegt, und Ranger gewährleisten die Sicherheit der Besucher. 
Vor dem Jahr 2000 wurden oft bewaffnete Überfälle auf Vulkanbesucher berichtet. 
Wenn man ohne organisierte Tour anreist, muss man im Besucherzentrum in San Francisco de Sales eine Eintrittskarte lösen, und es wird empfohlen, den Vulkan nicht ohne Führer zu besteigen. Man benötigt etwa drei Stunden. Der Aufstieg ist nicht schwierig, aber anstrengend, auch wegen der Höhenlage. Stand 2010 müssen die letzten 150 Meter Höhendifferenz durch die tiefe, lose Asche und Schlacken des Gipfelkegels erklommen werden. 
1998 und Ende Mai 2010 wurde der internationale Flughafen von Guatemala, ca. 23 km vom Pacaya entfernt, nach einer heftigen Eruption geschlossen.

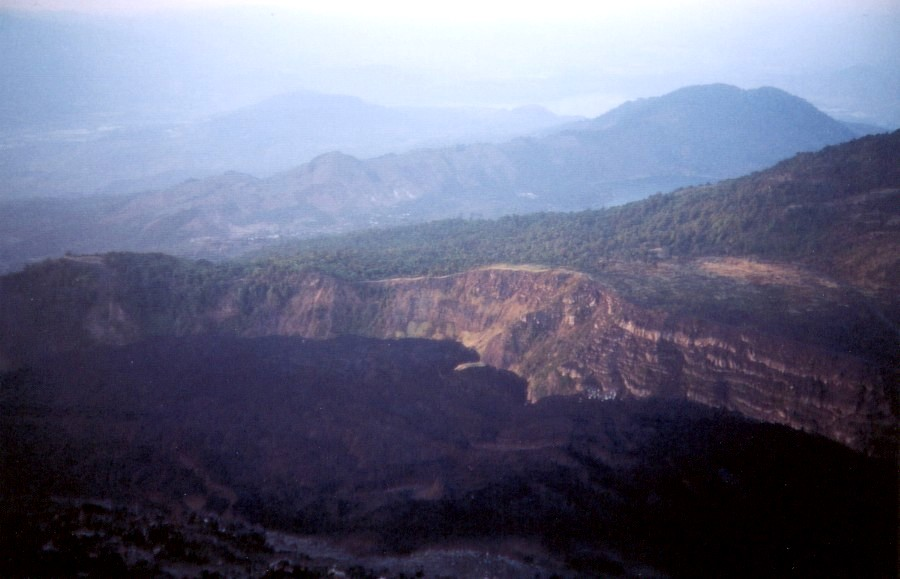
Alter Krater des Vulkans Pacaya, im Hintergrund der Amatitlán-See, Guatemala, 2002
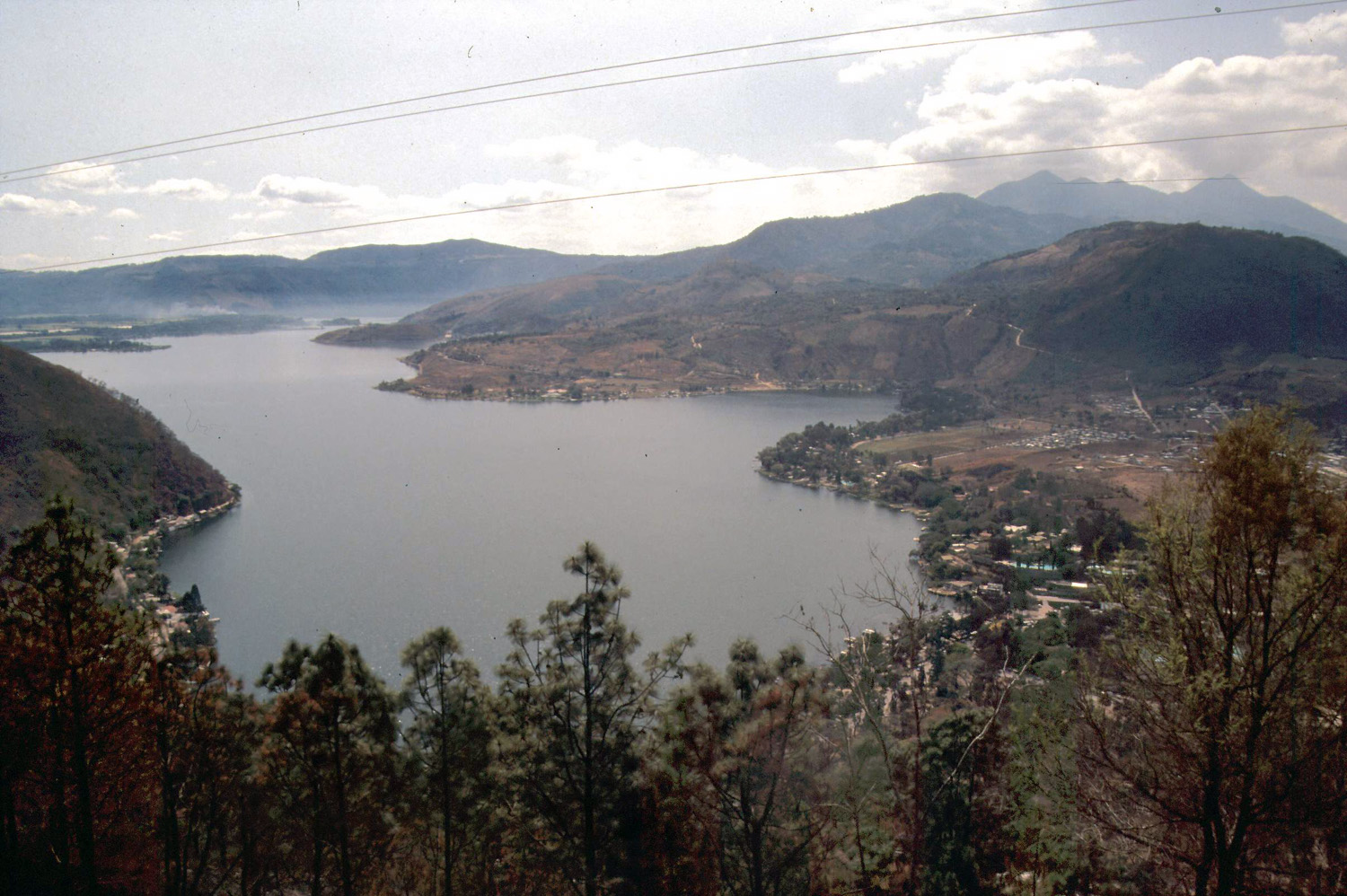
Amatitlán-See, rechts oben Pacaya-Komplex
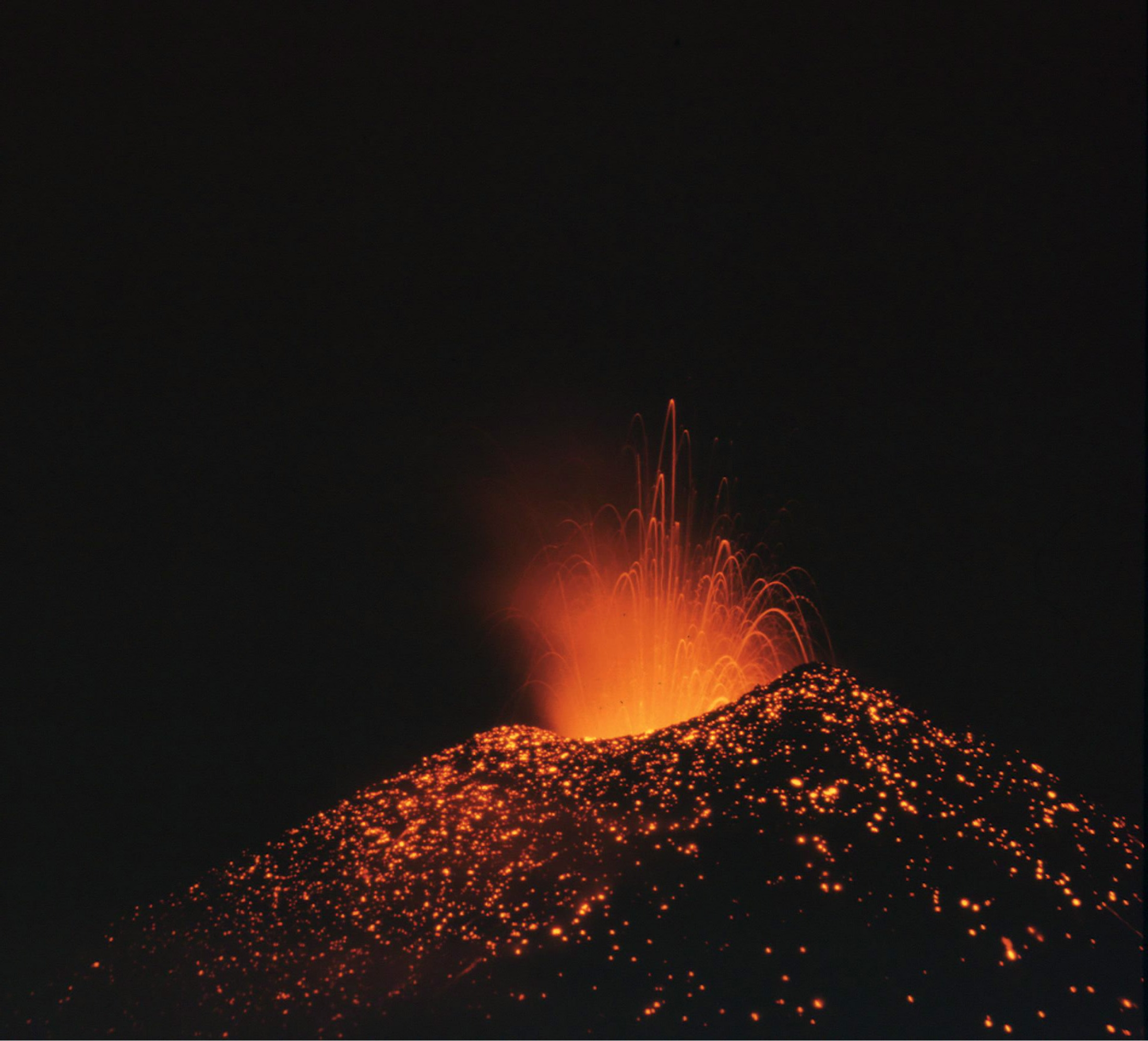
Pacaya nach einer strombolianischen Eruption